# Алиреза Џаханбахш
Алиреза Џаханбахш Џирандех (перс. علیرضا جهانبخش جیرنده‎‎‎, латинизовано: ; Џирандех, 11. август 1993) професионални је ирански фудбалер који примарно игра у средини терена на позицији десног крила. Тренутно наступа за Фајенорд и за репрезентацију Ирана.

## Клупска каријера
Џаханбахш је дебитовао као професионалац са непуних 18 година у дресу Дамаш Гилана у иранском првенству, а за две сезоне колико је провео у тиму, одиграо је 50 утакмица и постигао 11 погодака.
У лето 2013. напушта Иран и одлази у Холандију где за суму од 250.000 евра потписује трогодишњи уговор са екипом НЕК-а из Најмегена. Две године касније поново мења средину, овај пут потписујући петогодишњи уговор са екипом АЗ Алкмара вредан око 1,8 милиона евра.
Са 21 постигнутим голом у сезони 2017/18. проглашен је за најбољег стрелца холандског првенства, поставши тако уједно и првим азијским играчем са тим признањем у најквалитетнијим европским лигама.

## Репрезентативна каријера
За сениорску репрезентацију Ирана дебитовао је 15. октобра 2013. у утакмици квалификација за Азијски куп 2015. са селекцијом Тајланда. Месец дана касније против истог ривала постиже и свој први погодак за сениорску репрезентацију.
Прво велико такмичење на ком је наступио било је Светско првенство 2014. у Бразилу где је одиграо све три утакмице за Иран у групној фази. Годину дана касније играо је и на Азијском првенству у Аустралији.
Селектор Карлос Кејроз уврстио га је на списак играча за Светско првенство 2018. у Русији, где је одиграо све три утакмице у групи Б.

### Голови за репрезентацију
| №  | Датум              | Место    | Ривал     | Голови | Резултат | Такмичење                          |
| -- | ------------------ | -------- | --------- | ------ | -------- | ---------------------------------- |
| 1. | 15. новембар 2013. | Бангкок  | Тајланд   | 3:0    | 3:0      | Квалификације за Азијски куп 2015. |
| 2. | 24. март 2016.     | Техеран  | Индија    | 4:0    | 4:0      | Квалификације за СП 2018.          |
| 3. | 1. септембар 2016. | Техеран  | Катар     | 2:0    | 2:0      | Квалификације за СП 2018.          |
| 4. | 13. новембар 2017. | Најмеген | Венецуела | 1:0    | 1:0      | Пријатељска утакмица               |

## Успеси

### Клупски
НЕК
- Друга лига Холандије: 2014/15.

Фајенорд
- Ередивизија: 2022/23.

### Индивидуални
- Најбољи стрелац Ередивизије: 2017/18 (21 гол)